# Université technique tchèque de Prague
 (mai 2025).
La mise en forme du texte ne suit pas les recommandations de Wikipédia : il faut le « wikifier ».
Les points d'amélioration suivants sont les cas les plus fréquents. Le détail des points à revoir est peut-être précisé sur la page de discussion.
- Les titres sont pré-formatés par le logiciel. Ils ne sont ni en capitales, ni en gras.
- Le texte ne doit pas être écrit en capitales (les noms de famille non plus), ni en gras, ni en italique, ni en « petit »…
- Le gras n'est utilisé que pour surligner le titre de l'article dans l'introduction, une seule fois.
- L'italique est rarement utilisé : mots en langue étrangère, titres d'œuvres, noms de bateaux, etc.
- Les citations ne sont pas en italique mais en corps de texte normal. Elles sont entourées par des guillemets français : « et ».
- Les listes à puces sont à éviter, des paragraphes rédigés étant largement préférés. Les tableaux sont à réserver à la présentation de données structurées (résultats, etc.).
- Les appels de note de bas de page (petits chiffres en exposant, introduits par l'outil «  Source ») sont à placer entre la fin de phrase et le point final[comme ça].
- Les liens internes (vers d'autres articles de Wikipédia) sont à choisir avec parcimonie. Créez des liens vers des articles approfondissant le sujet. Les termes génériques sans rapport avec le sujet sont à éviter, ainsi que les répétitions de liens vers un même terme.
- Les liens externes sont à placer uniquement dans une section « Liens externes », à la fin de l'article. Ces liens sont à choisir avec parcimonie suivant les règles définies. Si un lien sert de source à l'article, son insertion dans le texte est à faire par les notes de bas de page.
- La présentation des références doit suivre les conventions bibliographiques. Il est recommandé d'utiliser les modèles {{Ouvrage}}, {{Chapitre}}, {{Article}}, {{Lien web}} et/ou {{Bibliographie}}. Le mode d'édition visuel peut mettre en forme automatiquement les références.
- Insérer une infobox (cadre d'informations à droite) n'est pas obligatoire pour parachever la mise en page.

Pour une aide détaillée, merci de consulter Aide:Wikification.
Si vous pensez que ces points ont été résolus, vous pouvez retirer ce bandeau et améliorer la mise en forme d'un autre article.
 (janvier 2020).

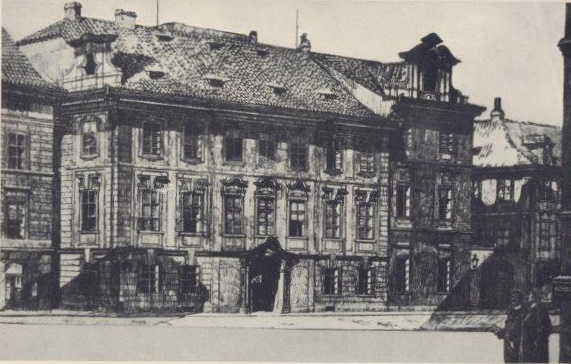
Le Polytechnikum, dessin au crayon.

L'université polytechnique de Prague (en tchèque, České Vysoké Učení Technické v Praze, littéralement École supérieure technique de Prague), fondée en 1707, est le plus ancien établissement d'enseignement supérieur technique d'Europe centrale et le plus ancien « non militaire » en Europe.
Malgré un statut public, l'université technique de Prague sélectionne chaque année ses nouveaux élèves par un concours d'admission ou sur leurs résultats au baccalauréat. En 2020, le personnel de l'école s'élève à environ 3 300 personnes et l'université accueille près de 23 000 étudiants tchèques et étrangers et offre 450 champs d'étude.
Les locaux sont situés principalement dans le quartier de Dejvice et près de la place Charles (Karlovo Naměstí).
L'école participe aux échanges d'étudiants et aux coopérations de chercheurs dans le réseau européen TIME.

## Organisation
Facultés (écoles d'ingénieurs spécialisées)
- Architecture, urbanisme et bâtiment
- Bâtiment et génie civil
- Biomédical
- Electrotechnique
- Mécanique
- Nucléaire et physique
- Technologies d'information
- Transports

Institutions universitaires (recherche)
- Klokner Institute
- Masaryk Institute of Advanced Studies
- Institute of Physical Education and Sport
- University Centre for Energy Efficient Buildings
- Czech Institute of Informatics, Robotics and Cybernetics
- Institute of Experimental and Applied Physics

## Histoire
La région de Prague était le cœur industriel de l'empire continental des Habsbourg : il était donc nécessaire de former des ingénieurs et des techniciens, et en 1705, Christian Josef Willenberg demande à l'empereur l'autorisation d'enseigner « l'art de l'ingénierie ». Le 18 janvier 1707, Joseph Ier confirme son accord. Cette date marque la fondation de l'école d´ingénieurs (Stavovská inženýrská škola). À la fin des guerres révolutionnaires contre la France, l’école est réformée sur le modèle de l'École polytechnique de Paris par Franz Josef von Gerstner en Institut polytechnique de Prague (Pražský polytechnický institut), proposant enseignement universitaire regroupé en quatre départements de base (génie civil et de l'eau, architecture, chimie, génie mécanique).
En 1806, les autorités ouvrent une section entièrement germanophone, la Deutsche Technische Hochschule Prag (DTH). Sous la Monarchie austro-hongroise (1869), l'école technique de Prague est officiellement divisée, selon les langues d'enseignements, en Haute école technique tchèque (Česká vysoká škola technická) et allemande (Deutsche Technische Hochschule). Cette école allemande a fermé définitivement ses portes le 5 mai 1945 ; le 18 octobre suivant, un décret fixa rétroactivement que les diplômes qu'elle avait délivrés depuis le 17 novembre 1939 étaient déclarés nuls.
Après la Grande guerre et la création de la Tchécoslovaquie, la Haute école technique tchèque devient l’Université polytechnique tchèque de Prague (České vysoké učení technické v Praze) en comprenant différentes écoles d'ingénieurs autonomes.

## Classements
L’école est classée selon le QS World University Rankings (2016) 
- à la 51 - 100 place dans le domaine « Ingénierie civile et structurelle » (Civil and Structural Engineering) (sur plus de 4 200 universités et hautes écoles mondiales) ;
- à la 151 - 200 place dans le domaine « Ingénierie mécanique», « science de l'information », « ingénierie électrique » et « Physique et Astronomie » (Mechanical Engineering, Computer Science and Information Systems, Electrical Engineering et Physics and Astronomy)
- à la 201 - 250 place dans le domaine « Mathématiques ».

## Personnalités y ayant étudié ou enseigné
- František Běhounek, scientifique en radiologie, explorateur et écrivain
- Stanislav Bechyně
- Josef Božek
- Christian Doppler, mathématicien et physicien
- František Faltus
- Viktor Felber
- František Josef Gerstner, mathématicien, physicien et pionnier du chemin de fer
- František Antonín Linhart Herget
- Michal Hladik
- Josef Hlávka, architecte
- Zdeněk Holub
- Otakar Husák, diplômé de Université technique de Prague, chimiste, général, légionnaire tchécoslovaque en Russie et en France, combattant de Zborov et Terron, président du bureau militaire du président Masaryk, ministre de la Défense, premier directeur de l’usine Explosia Semtín, prisonnier des camps de concentration Dachau et Buchenwald, directeur de Synthesia Semtín (1945–1948), prisonnier politique (Pankrác, Mírov 1950–1956)[1]
- Gustav Jaumann, pionnier de la mécanique des milieux continus
- Eva Jiřičná, architecte
- František Klokner
- Karel Kořistka
- František Křižík
- Ladislav Lábus, professeur à la faculté d'architecture
- Karel Vítězslav Mašek, peintre et architecte
- Vladimír Prelog
- Ivan Puluj
- Josef Stránský
- Antonín Svoboda
- Zdeněk Trnka
- Christian Josef Willenberg
- Jan Zvoníček
- Radko Sáblík